# مات نايلور
مات نايلور (بالإنجليزية: Matt Naylor)‏ هو لاعب هوكي الحقل أسترالي، ولد في 5 مايو 1983.